# Flugunfall der Iljuschin Il-14 LZ-ILA der Balkan Bulgarian Airlines
Der Flugunfall der Iljuschin Il-14 LZ-ILA der Balkan Bulgarian Airlines ereignete sich am 4. November 1972 auf einem Inlandslinienflug der Balkan Bulgarian Airlines von Burgas nach Sofia. Eine mit 31 Passagieren und 4 Besatzungsmitgliedern besetzte Iljuschin Il-14P wurde an diesem Tag bei Zrantscha gegen einen Berg geflogen. Bei dem Unfall starben alle 35 Insassen.

## Maschine
Bei der betroffenen Maschine handelte es sich um eine 1956 gebaute Il-14P mit der Werknummer 146001046 und der Modellseriennummer 10-46. Die Maschine wurde fabrikneu an die TABSO ausgeliefert, die im Januar 1968 in Balkan Bulgarian Airlines umbenannt wurde. Das zweimotorige Mittelstreckenflugzeug war mit zwei Sternmotoren des Typs Schwezow ASch-82 ausgerüstet.

## Insassen
Den inländischen Linienflug von Burgas nach Sofia hatten 31 Passagiere angetreten. Unter den Passagieren befand sich auch eine DDR-Delegation, bestehend aus den leitenden Funktionären der DDR-Hochseefischerei Fritz Dettmann (Generaldirektor der VVB Hochseefischerei), Kombinatsdirektor Heinz Daduna und Abteilungsleiter Dr. Dietrich Laube. Es befand sich eine vierköpfige Besatzung an Bord.

## Unfallhergang
Während die Maschine zur Startposition rollte, wurde den Piloten mitgeteilt, dass um den Flughafen Sofia widrige Wetterverhältnisse bei Sichtweiten von 1500 Metern und damit unterhalb der Wetterminima herrschten. Die Maschine hob um 19:01 Uhr vom Flughafen Burgas ab. Während des Fluges wurde zunehmend klar, dass sich die Sichtverhältnisse in Sofia nicht verbessern würden. Der Kapitän entschied sich, nach Plowdiw umzukehren und kontaktierte um 19:50 Uhr die dortige Flugsicherung, die daraufhin eine Freigabe zum Sinkflug erteilte. Die Maschine befand sich im Sinkflug bei Nacht und schlechter Sicht, als sie zwölf Minuten später, um 20:02 Uhr, bei Zrantscha nahe der Stadt Plowdiw an einem Berg in den Rhodopen zerschellte.

## Ursache
Es stellte sich heraus, dass der zivile Fluglotse, mit dem die Besatzung erstmals Kontakt aufgenommen hatte, vier Minuten später durch einen militärischen Fluglotsen ersetzt wurde. Dieser erteilte die Freigabe zum Sinkflug, ohne sich vorher über die Position der Maschine vergewissert zu haben. Die schlechte Sicht wurde bei dem Unfall als beitragender Faktor angesehen.